# Sonorella parva
Sonorella parva är en snäckart som beskrevs av Henry Augustus Pilsbry 1905. Sonorella parva ingår i släktet Sonorella och familjen Helminthoglyptidae. Inga underarter finns listade i Catalogue of Life.